# La Tour d'Argent
La Tour d'Argent –en català, La Torre d'Argent– és un restaurant gastronòmic del 5è districte de París, entre els més cèlebres, luxosos i antics del món, que, segons afirma, va ser fundat el 1582 per un cuiner anomenat Rourteau. El restaurant és conegut per la seva vista impressionant sobre el Sena i la catedral de Notre-Dame, a l'Île de la Cité. Va ser distingit amb tres estrelles per la Guia Michelin del 1933 al 1952 i del 1953 al 1996, amb André i Claude Terrail. Les especialitats són el canard à la presse (ànec a la premsa) i el canard au sang (ànec amb sang), recepta creada per Frédéric Delair el 1890. El seu cèlebre celler conté unes 500.000 ampolles, sota la cura del sommelier David Ridgway.